# Pseudopanthera zonata
Pseudopanthera zonata là một loài bướm đêm trong họ Geometridae.